# 如意 (电视剧)
《如意》是一部2012年首播的中国大陆民国苦情剧，由湖南广播电视台和浙江梦幻星生园影视文化有限公司联合出品，台湾导演张自强执导，并由杨幂、刘恺威、朱泳腾、刘雪华、张晨光、吕佳容等人领衔主演，讲述了男女主人公在出生后被调包抚养，长大后面对重重阻碍相知相恋，最终联手化解家族仇恨的故事。
该剧于2011年5月18日在浙江横店影视城正式开机，期间曾转场安吉茶园取景拍摄，至8月15日杀青关机。2012年1月29日，本剧接替临时被撤播的《新乌龙山剿匪记》在湖南卫视黄金档全国首播。
值得一提的是，两位主演杨幂和刘恺威因戏熟识，于该剧杀青数个月后发展成为情侣。

## 首播平台
| 頻道     | 所在地 | 播映日期      | 播出時間                                    |
| -------- | ------ | ------------- | ------------------------------------------- |
| 湖南卫视 | 中国   | 2012年1月19日 | 周日至周四19:30两集连播，周五，周六只播一集 |
| 浙江卫视 | 中国   | 2012年4月10日 | 每天19:30                                   |
| 中視主頻 | 臺灣   | 2012年6月5日  | 每週一至週五20:00～22:00                    |
| 洛城18台 | 美国   | 2014年9月18日 | 每週一至週五12:00-13:00                     |

## 剧情简介
民国初年，战争的动荡和纷乱并没有太多的影响这个充满茶香的小镇，谭家和佟家作为小镇中首屈一指的两大家族，影响着整个小镇的兴衰。谭铭凯在谭老爷弥留之际匆匆赶回继承家业，却遭人绑架。义士高秋朗出手救他脱险，两人因此成知心好友。善良的他，又怎能想到高秋朗竟是他同父异母的兄弟!怀揣仇恨的高秋朗，只为让谭铭凯替谭夫人偿还在二十五年前大火里欠下的血债。高秋朗活着的唯一目的就是复仇，却不想成为了“恩公”叶海山报复谭夫人的一枚棋子。 　　
谭铭凯在谭夫人的苦求下，无奈接受了家族给予他的使命——继承家业，迎娶丝若。可是在谭铭凯和如意第一次相遇后，命运就开始悄悄地偏离了原有的轨迹，两人竟不可救药的相爱。 　　
佟家和谭家是世交。当谭夫人知道儿子与一个下贱的茶农之女如意相爱的时候非常生气，为了谭家为了丝若，谭夫人不惜一切去破坏，却不知她一直恶意对待的如意才是她的亲生女儿…… 　　
佟家大小姐丝若一直盼着成为谭铭凯的新娘，盼来的却是铭凯不可救药地爱上了她的好姐妹如意!于是，佟丝若对如意的友谊变成了仇恨，与高秋朗联手摧毁谭家。 　　
叶海山与谭夫人曾有旧情。在叶海山的授意之下，高秋朗回到小镇与丝若联手，暗下蚕食谭家，并一再利用如意和铭凯的感情刺激谭夫人，让谭夫人一次次想起自己的遭遇，身心俱受打击。 　　
如意遭受着谭夫人的折磨和高秋朗计谋的伤害，经历了生死難關后，支撑着她的仍然是当初和谭铭凯之间的承诺与海誓山盟，因为她始终坚信爱能化解一切。

## 演员阵容
| 角色          | 演员   | 身份 | 簡介 |
| 梅如意/譚如意 | 杨幂   | 谭景然與陈秀杰的女兒，实为谭家的千金大小姐，也是譚夫人的亲生女儿，茶农梅老九的养女，佟耀東的小妾，後為銘凱的妻子 | 真實身分是譚家祖業掌門人谭景然與陳秀杰的女兒，也是譚家的千金大小姐，如意出生在一个普通的茶农家庭，她的出生即注定是一场悲剧，她原本该是谭家的大小姐，却因为一场纷争成了贫寒茶农的女儿，但清贫的环境却造就了她如同山茶花般清丽、善良的本性。 如意的美丽与善良，在那个充斥着纷争和冷酷的年代却注定被葬送；她本该和自己深爱的男人相知相守却陷入了骨肉至亲的阴谋斗争当中；她的善良、忍让和付出只为了换回那一份爱，遭受的却是自己亲生母亲的蹂躏和折磨……如意经历了生死涅磐之后，支撑着她的仍然是当初和谭铭凯之间的承诺与海誓山盟，因为她始终坚信，爱，能化解一切。 |
| 谭铭凯        | 刘恺威 | 谭少爷，实为梅老九的亲生儿子，如意的丈夫                                                                         | 体弱多病的母亲生下他之后就陷入弥留，梅老九为救妻子，就将他偷偷卖给了谭夫人的贴身丫鬟云霞，让他一夜之间成为谭家的大少爷，在母亲的精心呵护下长大，成人后便去留洋，从未尝过人间冷暖，始终充满了对美好生活的憧憬，心中没有一丝阴霾，尽是阳光……谭铭凯是这个古板小镇上的一抹鲜亮阳光，他带给小镇上的年轻人的是除了闻所未闻的思想之外，带给他们还有追求平等和爱情的勇气，这其中也包括如意……他们初来这个世上一生就被改变；他们初次相见便深深相爱。 |
| 高秋朗        | 朱泳腾 | 本名“谭铭扬”，实为朱秋月和高江的孩子，一開始被葉海山誤導以為自己是潭家繼承人                                     | 高秋朗出生卑贱，但他却是一对青梅竹马的恋人爱的结晶。可他却是一个从出生即被诅咒和遗弃的孩子……这个孩子一旦成活长大，也注定充满着仇恨和野心。 高秋朗活着的唯一目的就是摧毁谭家，摧毁这个家族里曾经想要置他于死地的每一个人，所以他是所有阴谋的策划者，而如意和谭铭凯之间的爱情也被他无情的当作了报复的筹码……但真正的悲哀在于，高秋朗手起刀落报复的就是自己的亲生母亲，而谭夫人也是这场欲望纷争的受害者。 在这个横跨了三代人的仇恨里，不可改变的就是善者善终，恶者自报。                                                                                        |
| 陈秀杰        | 刘雪华 | 譚景然的妻子，谭夫人，谭家祖业“垂帘听政”的当家人，實為如意的親生母親                                             | 譚景然的妻子，如意的母親，在谭家，谭夫人拥有至高的地位。谭家在小镇上能够有如此高的声望，除了谭家庞大的产业，与谭夫人对于整个家族的管理也是分不开的。她一心想把谭家变得更有实力，有着强烈的尊卑之分，瞧不起贫穷人家、以偏概全。 她暗中策划着一切，而如意与高秋朗的出现却令她猝不及防，她没有想到：如意竟是她的亲生女儿，高秋朗竟是她已经确信死了的谭铭扬。在这过程中，一幕幕的悲剧因为她而发生，一些事情也因她在悄然改变…… |
| 佟丝若        | 吕佳容 | 大商贾佟定邦之女，深爱谭铭凯，如意的好友                                                                         | 佟丝若和如意曾是情同姐妹的好友，但她们一个是茶园里的茶花，一个是枝头上的凤凰。佟家和谭家是世交，谭家掌管茶园，佟家掌管制茶，所以，佟丝若从记事起就知道她将来的丈夫是谭家的大少爷谭铭凯……而她和谭铭凯的童年也可以说是两小无猜。佟丝若一直盼着自己长大、盼着自己成为谭铭凯的新娘，而她盼来的却是谭铭凯选择了茶园里的那株“茶花”，他居然不可救药的爱上了如意！从这一天起，佟丝若对如意的感情变成了仇恨，最后把銘凯还给如意。 |
| 叶海山        | 张晨光 | 掌管水路运输的总把头，叶紫的父亲与谭夫人曾有旧情。                                                               | 他做商号起家，兼营茶叶、丝绸等贸易，黑白两道通吃。因为想要吞并谭佟两家的生意，垄断茶叶市场，所以他协助高秋朗完成他的阴谋，坐收渔翁之利。 |
| 佟夫人        | 俞小凡 | 佟家女主人，佟耀東與佟絲若的母親，錦華與如意的婆婆                                                               | 佟老爺的妻子，佟耀東與佟絲若的母親，佟夫人为人强势，非常宠溺儿子佟耀东和女儿佟丝若。佟丝若和谭铭凯的婚约，佟夫人极力促成，却因为如意的介入迟迟不能落实，佟夫人对如意不满。当儿子因为如意摔下山崖变成植物人时，更是对如意恨之入骨。她想方设法令如意痛苦，要如意在佟家赎罪！佟耀东的意外身亡，让佟夫人失去了精神支柱，瞬间崩溃，丝若深受母亲影响，誓要让如意生不如死。 |
| 谭景然        | 寇振海 | 谭老爷，谭家祖业“掌门人”，如意的親生父親，陈秀杰與朱秋月的丈夫                                                   | 譚家祖業的掌門，陈秀杰與朱秋月的丈夫，如意的親生父親，谭老爷多年来都一直在暗暗找寻失踪的小儿子谭铭扬，他之所以对长子谭铭凯态度冷漠，都缘于他对谭夫人的恨——他误会谭夫人在多年前害死了他最爱的朱秋月，并令他和朱秋月的孩子流落在外查无所踪。谭老爷临死前也没有见到挂念的小儿子谭铭扬，只得含恨而终。 |
| 叶紫          | 文梦洋 | 码头总把头叶海山之女                                                                                             | 阳光、单纯、可爱，是高秋朗阴暗生活中的唯一一抹阳光。叶紫的父亲叶海山是名响一代的把头，掌控着水路运输通道，而她却是叶家唯一的孩子，所以，叶海山收了高秋朗为义子，他希望高秋朗能忠心耿耿的帮助他并且照顾他的女儿一辈子……但叶紫对高秋朗付出了一颗真心之后，换来的却是高秋朗无情的伤害。 |
| 佟耀东        | 李泰   | 佟家长子，佟定邦與佟夫人的兒子，佟丝若的哥哥，錦華與如意的丈夫                                                   | 佟耀东一直觊觎着如意的美貌，为了霸占如意，不惜和自己幼年的好友谭铭凯反目。他利用如意贪财的继母，将如意逼至绝境，也将自己逼向了死亡，因迎娶如意為妾的當天，如意逃跑被他追到，還想強暴如意，後掉下懸崖昏迷，之後佟夫人逼迫如意嫁給他為妾並要如意在佟家贖罪，後來醒來後很開心如意真的嫁給自己並照顧他，但得知如意還是想要休書走人，感到生氣，後來下床發現自己腿沒有力氣，被診斷出腿無法走路。最後為了阻止錦華自殺，被刀捅而死。 |
| 李康          | 樊昊仑 | 又称“阿康”，叶海山的手下，高秋朗的幕后黑手                                                                       | |
| 老五          | 王骁   | 拉车伕 | 如意邻居，暗恋如意 |
| 梅老九        | 陈友旺 | 如意的养父，谭铭凯亲生父亲                                                                                       | 梅姨的丈夫，銘凱的生父，如意的養父。 |
| 佟定邦        | 海波   | 佟老爷，佟家男主人，佟夫人的丈夫，佟耀東與佟絲若的父親，錦華與如意的公公                                         | 佟夫人的丈夫，佟耀東與佟絲若的父親。 |
| 云霞          | 庄紫   | 谭夫人贴身丫鬟                                                                                                   | |
| 魏大富        | 陈良平 | 谭家管家 | |
| 锦华          | 马薇   | 佟耀东的妻子，佟定邦與佟夫人的媳婦                                                                               | 喜歡佟耀東，雖然知道佟耀東喜歡的人是如意，對如意還是很好很照顧她，最後以為佟耀東不要她了，想要自盡時，拿到要捅自己時，而佟耀東站起來為救她而死。 |
| 朱秋月        | 马睿   | 谭老爷的小妾，高秋朗的生母                                                                                       | 一直在譚家住了20年，因為誤會譚夫人，而打擊太大而瘋了20年，最後如意為了救她，要帶她離開譚家，但兩人卻被高秋朗鎖在房門裡，後來因為老五救了他們，而與如意一起離開譚家去賣茶糕，因為如意請了大夫幫他看病吃藥，而漸漸病情好轉。 |
| 梅姨          | 周笑莉 | 如意养母，梅老九的妻子                                                                                           | 梅老九的妻子，如意的繼母，為人貪財，被佟耀東利用這點來逼如意嫁給他為妾，在賭場輸了錢，跟佟耀東借錢，而答應佟耀東會讓如意成為他的小妾。 |
| 高江          | 张弓   | 高秋朗（谭铭扬）的亲生父亲                                                                                       | |
| 礼物          | 李秉宸 | 如意与铭凯之子                                                                                                   | 譚景然與陳秀傑的外孫，梅老九的孫子，如意與銘凱的兒子。 |
| 张局长        | 于子宽 | 乌茶镇的警察局局长                                                                                               | |
| 郭建          | 郑龙   | 六爷在谭家派的间谍                                                                                               | |
| 顺发          | 杨念波 | | |
| 袁管家        | 任学海 | 谭家管家 | 因为知道的秘密太多，被谭夫人辞退 |
| 佟管家        | 白利卫 | | |
| 谭管账        | 张志伟 | | |
| 陈祥          | 朱鹏程 | | |
| 史密斯        | 奥赛玛 | 外国商人 | |
| 地痞          | 刘科楠 | | |
| 三儿          | 邵林   | | |
| 阿旺          | 包小平 | | |
| 佟车夫        | 田凯   | | |
| 耿三虎        | 张和利 | | |
| 黑老大        | 侯江龙 | | |
| 冯老板        | 安瑞云 | | |
| 典狱长        | 齐庆林 | | |

## 职员表
- 出品人：欧阳常林；汤攀晶；虞怡；陈哲敏；张旭月；张晔
- 制作人：虞怡
- 监制： 李浩；麻宝洲；王力
- 导演： 张自强
- 副导演（助理）： 邵林；包小平；王莹
- 编剧：吴牧耕
- 摄影： 潘诚
- 剪辑：何振珊；马强
- 道具：周顺康；汪成良
- 配音导演： 姜广涛
- 服装设计：陶晓红
- 录音：黄家池
- 场记：李求宾；蒋永刚
- 发行：吴小峰；高红博；郑杰

## 電視劇歌曲
| 曲序 | 曲目                 |      | 作曲 | 演唱者        |
| ---- | -------------------- | ---- | ---- | ------------- |
| 1.   | 有点舍不得（片頭曲） | 高进 | 高进 | 杨幂          |
| 2.   | 错怪（片尾曲）       | 高进 | 高进 | 杨幂 、刘恺威 |
| 3.   | 明天会怎样（插曲）   | 高进 | 高进 | 刘恺威        |

## 收視率

### 湖南卫视
本剧从2012年1月29日登陆湖南卫视以来，取得了1.21的开门红，收视率也一直居高不下，接近尾声的时候更是达到1.61，一跃升至卫视黄金档的冠军宝座。对于一部年代苦情戏来说，这样的成绩已经相当斐然。而在搜狐高清点播的榜单上，《如意》的点击率也是增长迅速，仅次于同期播出的《乡村爱情5》，位居第二位。 　　
《如意》在播出阶段遭遇同期开播的《乡村爱情5》和《新西游记》等强有力的竞争对手，依然能稳坐前三甲的位置，收视率也稳定在1.2℅以上。而在后期也遭遇到《雪狼谷》的强烈冲击，一直屈居亚军，直到大结局才崇尚冠军宝座，可谓为大结局画上了圆满句号。 　　
《如意》自湖南卫视金芒果独播剧场开播以来，收视率一路飘红，2月21日和22日两次勇夺全国同时段第一名，其中22日大结局收视率2.23%，份额高达5.27%，刷新了湖南卫视2012年金芒果独播剧场的新记录，更是创下2012年省级卫视黄金档电视剧仅次于《夫妻那些事》的最高收视纪录。
| 中国 湖南卫视 首播收视率 |               |        |          |       |        |          |       |                                |
| 集數                     | 播出日期      | CSM31  | CSM31    | CSM31 | CSM42  | CSM42    | CSM42 | 備註                           |
| 集數                     | 播出日期      | 收視率 | 收視份額 | 排名  | 收視率 | 收視份額 | 排名  | 備註                           |
| 1-3                      | 2012年1月29日 | 1.23   | 3.04     |       | 1.225  | 3.07     | 2     |                                |
| 4-5                      | 2012年1月30日 | 1.08   | 2.63     |       | 1.055  | 2.60     | 3     | 浙江等《西游记》上档           |
| 6-7                      | 2012年1月31日 | 1.00   | 2.37     |       | 0.978  | 2.35     | 3     |                                |
| 8-9                      | 2012年2月1日  | 1.11   | 2.59     |       | 1.094  | 2.60     | 3     |                                |
| 10-11                    | 2012年2月2日  | 1.18   | 2.73     |       | 1.162  | 2.72     | 3     |                                |
| 12                       | 2012年2月3日  | 1.01   | 2.50     |       | 1.024  | 2.58     | 4     |                                |
| 13                       | 2012年2月4日  | 1.04   | 2.58     |       | 1.024  | 2.58     | 4     |                                |
| 14-15                    | 2012年2月5日  | 1.11   | 2.62     |       | 1.093  | 2.62     | 3     |                                |
| 16-17                    | 2012年2月7日  | 1.13   | 2.65     |       | 1.127  | 2.68     | 3     |                                |
| 18-19                    | 2012年2月8日  | 1.13   | 2.65     |       | 1.130  | 2.68     | 3     |                                |
| 20-21                    | 2012年2月9日  | 1.12   | 2.65     |       | 1.114  | 2.69     | 2     |                                |
| 22                       | 2012年2月10日 | 0.94   | 2.30     |       | 0.940  | 2.34     | 5     |                                |
| 23                       | 2012年2月11日 | 1.03   | 2.58     |       | 1.057  | 2.68     | 2     |                                |
| 24-25                    | 2012年2月12日 | 1.22   | 2.87     |       | 1.221  | 2.93     | 2     | 江苏《怪侠欧阳德》完结         |
| 26-27                    | 2012年2月13日 | 1.09   | 2.63     |       | 1.068  | 2.62     | 3     | 江苏《雪狼谷》上档             |
| 28-29                    | 2012年2月14日 | 1.16   | 2.82     |       | 1.153  | 2.84     | 3     |                                |
| 30-31                    | 2012年2月15日 | 1.25   | 3.00     |       | 1.235  | 3.00     | 2     |                                |
| 32-33                    | 2012年2月16日 | 1.32   | 3.18     |       | 1.327  | 3.23     | 2     |                                |
| 34                       | 2012年2月17日 | 1.22   | 3.06     |       | 1.214  | 3.06     | 2     |                                |
| 35                       | 2012年2月18日 | 1.16   | 2.93     |       | 1.216  | 3.10     | 2     | 黑龙江等《乡村爱情小夜曲》完结 |
| 36-37                    | 2012年2月19日 | 1.32   | 3.20     |       | 1.338  | 3.27     | 2     | 黑龙江等《樱桃》上档           |
| 38-39                    | 2012年2月20日 | 1.61   | 3.93     |       | 1.596  | 3.92     | 1     |                                |
| 40-41                    | 2012年2月21日 | 1.77   | 4.30     |       | 1.778  | 4.35     | 1     |                                |
| 42                       | 2012年2月22日 | 2.25   | 5.40     |       | 2.259  | 5.47     | 1     | 分为上下两集播出               |
| 平均收视                 | 平均收视      | 1.25   | 3.01     | 36    | 1.247  | 3.04     |       |                                |

1. 同时段或交叉时段主要节目：
  - 江苏卫视《怪侠欧阳德》/《雪狼谷》
  - 浙江卫视《西游记》(与东方、天津、云南联播)
  - 黑龙江卫视《乡村爱情小夜曲》(与辽宁、山东、北京联播) /《樱桃》(与辽宁、山东、吉林联播)
2. 数据由广视索福瑞提供，调查范围为四岁以上之观众。
3. 排名为同时段省级卫视收视率排名。
4. 2012年2月6日因直播2012元宵喜乐会停播一天。
5. 资料来源：卫视小露电、电视剧收视率

### 浙江卫视
(由csm数据参考而来，收视率包括全天收视指数和市场(收视)份额参数)
| 平台     | 平均收视率 | 平均市場份額 | 全年排名 |
| 浙江卫视 | 1.100      |              |          |

### 台灣中視
| 播映日期                | 週數     | 平均收視率 | 排名 | 集數  | 備註                    |
| ----------------------- | -------- | ---------- | ---- | ----- | ----------------------- |
| 2012年6月5日－06月8日   | 1        | 0.96       | 5    | 01-04 |                         |
| 2012年6月11日－06月15日 | 2        | 1.22       | 3    | 05-09 |                         |
| 2012年6月18日－06月22日 | 3        | 1.30       | 3    | 10-14 |                         |
| 2012年6月25日－06月29日 | 4        | 1.47       | 3    | 15-19 | 06/29完結篇，播出一小時 |
| 平均收視                | 平均收視 | 1.23       |      | -     | -                       |

- 同時段節目：
  - 三立：
    - 三立台灣台《牽手》
    - 三立都會台《愛上巧克力》

  - 台視：
    - 週一~週四《新龍門客棧／帝錦》
    - 週五《百萬小學堂》

  - 民視《父與子》
  - 華視《唐宮美人天下／薛平貴與王寶釧》
  - 大愛《愛的微光》
- 由AGB尼爾森調查，調查範圍是四歲以上收看電視之觀眾。
- 資料來源：中時娛樂、凱絡媒體週報

## 评价

### 剧本
同父异母的兄弟争斗、“狸猫换太子”式的人伦惨剧、大小姐沦为采茶女的身世之谜、为爱情与命运抗争的痴男怨女……这部表现家族恩怨主题的剧集包揽了所有苦情戏的标准“配置”。不少剧情让观众感到“似曾相识”，高秋朗的身世之谜仿似《庭院深深》，谭铭凯和如意的身份互换之谜则既有《梅花烙》的影子，还有点《蓝色生死恋》的味道，总体的剧情走向又跟《芸娘》如出一辙……难怪有网友笑称：“电视台从来不缺少苦情戏。人物供选：势利妈，老实爹，苦命女儿，英俊少爷，腹黑女二；剧情供选：世交变冤家，换子成龙，同父异母的兄妹相爱，坚强的励志儿媳……如果我能请到杨幂和刘恺威，我也能当编剧。” 

### 演员
男女主角的出场让人眼前一亮：刘恺威白衣翩翩，眉宇间透露出的小眼神萌力十足；杨幂虽衣着朴素，但俏丽的容颜恰似素雅的青花瓷那般美好。两人初次邂逅便一见钟情，充满了各种诗情画意。如意河畔卖茶果，谭铭凯与她相撞180°侧首相扶，黄玫瑰洒落一地，深情的插曲响起……这些都让粉丝们狂冒“心心眼”，而如意手帕上绣着纳兰容若“人生若只如初见”的诗，也与后面的虐恋剧情遥相呼应。如果没有“杨幂、刘恺威因此定情”的噱头，《如意》只是一部婆婆妈妈们爱看的苦情戏，绝不会吸引如此多的年轻观众。 

### 服装场景
伴着悠扬动听的乐声，一山又一山连绵起伏、绿意悠悠的茶园展现在荧屏之上，采茶女虽然衣着简朴，但和美丽的茶园景观相互映衬，有一种简单而朴素的美。《如意》在浙江安吉拍摄，这也曾是冯小刚电影《夜宴》的外景地，不少观众看完后感叹：原来安吉不仅竹林美，连茶园也这么春意盎然！以茶园作为本剧的场景，让这部苦情戏时刻泛着悠悠的茶清香，让人觉得分外美好。 　　

### 音乐
从杨幂和刘恺威首度以情侣档现身湖南卫视春晚，并且演唱了《如意》的片尾曲《错怪》，这首歌的曲调优美，两人的合唱也是情意绵绵，给许多人留下来深刻的印象。如今，剧中的三首歌曲在各大音乐排行榜上的试听量也比较高，“回忆那么清晰，恍然之后才发现，赢了世界却丢了自己”，“落花的伤要用泥土来滋养，无法抵挡心中那一道道墙”等极具诗情画意的歌词与剧情融为一体，能够迅速带观众入戏。

### 网络口碑
虽然《如意》的开播时间选得极为应景，借着“威幂恋”的东风成功收获了不少眼球。但本剧的匆匆上档，也不可避免地造成了前期宣传造势的不足。仅仅在开播前几天，微博上才有了“初七看如意，事事都如意”的宣传动作，剧中主演杨幂、刘恺威以及芒果台众多主持人的吆喝和奔走相告虽引人关注，但跟另一部开年大戏《宫锁珠帘》的宣传相比，《如意》还是落了下风，所以说，档期的提前，有得也有失。

## 外部連結
- 《如意》官方網頁
- 《如意》湖南衛視专题（页面存档备份，存于）
- 《如意》新浪网专题（页面存档备份，存于）
- 《如意》中視专题（页面存档备份，存于）

## 节目变迁
| 湖南卫视 金芒果独播剧场 每天19:30 （周日至周四两集连播，周五，周六只播一集）  | 湖南卫视 金芒果独播剧场 每天19:30 （周日至周四两集连播，周五，周六只播一集） | 湖南卫视 金芒果独播剧场 每天19:30 （周日至周四两集连播，周五，周六只播一集） |
| ----------------------------------------------------------------------------- | ---------------------------------------------------------------------------- | ---------------------------------------------------------------------------- |
|                                                                               | 如意 （2012.01.29 -2012.02.22）                                              |                                                                              |
| 新乌龙山剿匪记 （2012.01.19） 春节特别节目 （2012.01.20 - 2012.01.28）        | 夫妻那些事 （2012.02.23－2012.03.14）                                        |                                                                              |
| 浙江卫视 每天19:30                                                            |                                                                              |                                                                              |
| 密使 （2012.3.26 - 2012.4.9）                                                 | 如意 （2012.4.10 -2012.4.22）                                                | 攻心 （2012.4.23－2012.5）                                                   |
| 中視主頻 每週一至週五20:00～22:00 6月29日播出時間為20:00～21:00一個小時完結篇 |                                                                              |                                                                              |
| 七俠五義人間道 （2012.5.11 - 2012.6.4）                                       | 如意 （2012.6.5 -2012.6.29）                                                 | 三國 （2012.7.2 -2012.9.4）                                                  |

| 臺灣 東森超視 星期一至五 22:00 - 23:00  | 臺灣 東森超視 星期一至五 22:00 - 23:00                                               | 臺灣 東森超視 星期一至五 22:00 - 23:00 |
| --------------------------------------- | ------------------------------------------------------------------------------------ | -------------------------------------- |
|                                         | 如意 （2017年6月15日－2017年7月7日）                                                 |                                        |
| 深宅雪 （2017年4月10日－2017年6月14日） | 滾石愛情故事 （2017年7月10日－2017年8月9日）花千骨 （2017年8月10日－2017年10月18日） |                                        |